# Теплой
Теплой  — деревня в Сысольском районе Республики Коми в составе сельского поселения  Пыёлдино. 

## География
Расположена непосредственно к югу от центра поселения села Пыёлдино.  

## Население
Постоянное население  составляло 102 человека (коми 95%) в 2002 году, 77 в 2010 .